# 南部県
南部県（なんぶ-けん）は中華人民共和国四川省南充市に位置する県。

## 地理
南部県（なんぶけん、拼音: Nánbù Xiàn）は、中華人民共和国四川省南充市に位置する県である。四川省北東部、川中盆地北縁、嘉陵江中流に位置し、地勢は丘陵が多く、西北が高く東南が低い。中亜熱帯モンスーン湿潤気候区に属し、気候は温暖で、冬は暖かく、春は乾燥し、夏は長く、秋は短い。総面積は2,211平方キロメートルで、2024年末の常住人口は79万6千人。県人民政府は蜀北街道金葫路8号に置かれている。西河 (嘉陵江支流)の上流部には升鐘ダムがあり、南東部で嘉陵江と合流し長江へと続く。
南部県は東に儀隴県・蓬安県、南に西充県・順慶区、西に塩亭県・梓潼県、北に閬中市・剣閣県と接する。丘陵地形が主体で、西北部が高く東南部が低い地勢を持つ。

## 経済
2024年の南部県の地区生産総値（GDP）は481億8千万元で、前年比2.7%増加した。産業構造比は第一次産業15.5%、第二次産業26.0%、第三次産業58.5%。一人当たりGDPは60,333元で、前年比3.4%増加した。

## 観光
県内には以下の主要な観光資源がある。
- 昇鐘湖景区（国家A级観光地）
- 禹跡山風景区（国家A级観光地）
- 八爾湖景区（国家A级観光地）
- 禹跡山摩崖造像（国家重点文物保護単位）
- 醴峰観（元代建築、国家重点文物保護単位）黒神話:悟空における取景再現アクションRPG『黒神話：悟空』では、「紫雲山での毒敵大王との戦い」の演出前、毒敵大王が横たわる亭が、実在する醴峰観正殿を原型としてデザインされている。この場面はゲーム起動時のアニメーションにも登場し、第四幕の戦闘シーンでも複数回描かれる。屋根の反り、斗拱の配置、建物の比率など、現実の醴峰観正殿を高精度で再現している。

- 南部永安廟大殿（清代斗拱建築）
- 南部観音庵大殿（国家重点文物保護単位）

## 四川省南部県の歴史概要
四川省南部県は、中国西南部の四川省北東部、嘉陵江中上流域に位置し、現在は南充市に属しています。面積は約2,229平方キロメートルで、県内には多くの名勝古跡が存在します。
『漢書・地理志』によれば、古くは「充国」と呼ばれ、巴郡十一県の一つでした。その後の行政区画の変遷により、「南充国」と「西充国」に分けられました。劉宋時代には「南国」と改称され、さらに梁の武帝・天監2年（503年）に「南部県」となり、以後この名称が今日まで続いています。
元の至元20年（1283年）には新井県・西水県・新政県が南部県に併合され、版図が拡大しました。明の洪武10年（1377年）には一時的に閬中に編入されましたが、洪武13年に復置されました。清代も基本的に明の制度を踏襲し、民国3年（1914年）には嘉陵道に属し、その後は四川省第十一行政督察区の管轄となりました。
古代の地名「宕渠（とうきょ）」は、現在の四川省北東部一帯を指し、戦国から秦漢期にかけて巴郡に属していました。学術的には、この地域は巴人（賨人）文化圏の一部とされ、南部県周辺の古代史と深く関係しています。
南部県はまた、姓氏の構成や住民の移動の歴史でも特徴があります。元以前から定住していた巴蜀土着系の姓（鮮、于、陳、馬、敬、雍、羅、何、任、蒲など）に加え、明清期の「湖広填四川」によって移住してきた多数の姓氏（王、張、李、楊、宋、馮、杜など）が混在し、複合的な社会構造を形成しました。
さらに、清代の県衙（県役所）に残る塩務関連の档案や『道光南部県志』（1849年刊）は、当時の行政・経済・社会の様子を知る貴重な史料として現代の研究にも活用されています。

## 四川省南部県の特色グルメ

### 1.南部肥腸干飯（フェイチャンガンファン）
豚の大腸（肥腸）を丁寧に下処理し、香辛料と一緒に炒め煮した後、香ばしいご飯と混ぜ合わせた料理です。肥腸の旨味とピリ辛味がご飯に染み込み、食欲をそそります。南部県では朝食から昼食まで幅広く食べられ、特に市場周辺の食堂で人気です。

### 2. 南部米粉（なんぶビーフン）
南部県産の米を原料にした細い米粉麺で、スープあり・スープなしの両方があります。牛肉や豚肉、酸菜（漬け白菜）などを具にし、唐辛子油や花椒で味を整えます。米粉はコシがあり、口当たりがなめらかです。

### 3. 卧龍炸（ウォーロンジャー）
「卧龍」とは南部県の地名で、そこで発祥した揚げ物です。豚肉や鶏肉を香辛料で下味をつけ、小麦粉や米粉をまぶして揚げたもので、外はカリッと、中はジューシー。祭りや屋台でよく見られます。

### 4. 方酥（ファンスー）
正方形に切ったサクサクの揚げ菓子で、小麦粉・砂糖・油を主原料に作られます。生地を層状に重ねて揚げるため、口に入れると層がほろほろと崩れ、軽い食感と甘みが楽しめます。

### 5. 鍋盔（グオクイ）
大きくて平たい焼きパンで、表面は香ばしく、中はもちもちしています。白ごまや黒ごまをまぶして焼くのが一般的で、中に肉餡や砂糖入り餡を包んだ甘いタイプもあります。南部県では軽食や主食として親しまれています。

### 6. 川北涼粉（せんほくリャンフェン）
緑豆やえんどう豆の澱粉から作った透明感のある冷たい麺状の料理で、唐辛子油、にんにく、酢、花椒粉などをかけて食べます。特に夏に人気で、爽やかな辛味としびれが特徴です。

### 7. 糯涼粉（ヌオリャンフェン）
もち米を原料とした涼粉で、川北涼粉よりも柔らかく、もちっとした食感が特徴です。甘いシロップをかけたデザート風や、辛味だれをかけたスパイシー風の両方が楽しめます。

### 8. 油茶馓子（ユーチャーサンズ）
小麦粉で作った細長い揚げ菓子「馓子／サンズ」を、香ばしい油茶（さつまいも粉を炒って作るお茶ようなスープ）と一緒にいただく伝統的な軽食です。香ばしさとほのかな塩味があり、朝食やおやつに好まれます。

## 行政区画
下部に4街道、32鎮、6郷を管轄する。
- 街道:浜江街道、蜀北街道、満福街道、南隆街道
- 鎮:老鴉鎮、永定鎮、碑院鎮、謝河鎮、盤竜鎮、鉄仏塘鎮、石河鎮、王家鎮、富利鎮、楠木鎮、長坪鎮、東壩鎮、河壩鎮、定水鎮、大王鎮、黄金鎮、流馬鎮、建興鎮、三官鎮、伏虎鎮、双仏鎮、花罐鎮、大橋鎮、大河鎮、万年鎮、升鐘鎮、升水鎮、大坪鎮、神壩鎮、石竜鎮、西水鎮、桐坪鎮
- 郷:五霊郷、大堰郷、小元郷、宏観郷、双峰郷、太霞郷

## 交通
鉄道
- 中国鉄路総公司
  - 中国鉄路成都局集団公司
    - 蘭渝線（南部駅 (南部県)（中国語版））

道路
高速道路
- 蘭海高速道路
- 成巴高速道路（中国語版）（成徳南高速道路（中国語版）を兼ねる）

国道
- G245国道（中国語版）
- G305国道（中国語版）

省道
- 101省道
- 204省道

## 健康・医療・衛生
- 南部県人民医院
- 南部県第二人民医院
- 南部県中医医院
- 四川省南部県急救中心